# Stazione di Hohen Neuendorf (b Berlin)
La stazione di Hohen Neuendorf (b Berlin) è la stazione ferroviaria che serve la città tedesca di Hohen Neuendorf.

## Storia
Il fabbricato viaggiatori fu costruito dal 1923 al 1924 su progetto di Richard Brademann.

### Esplicative
1. ↑  Abbreviazione di Hohen Neuendorf (bei Berlin), letteralmente "Hohen Neuendorf (presso Berlino)".

### Bibliografiche
1. ↑  (DE) Susanne Dost, Richard Brademann (1884–1965). Architekt der Berliner S-Bahn, Berlino, Verlag Bernd Neddermeyer, 2002,  p. 115, ISBN 3-933254-36-1.